# Dahr El Souane
Dahr El Souane (arabe : ضهر الصوان) est un village libanais situé dans le caza du Metn au Mont-Liban au Liban. La population est exclusivement chrétienne.
Le Souane est en arabe un genre de pierre volcanique (la pierre de silex) abondant dans le village, d'où son nom. On en trouve à partir de quelques mètres de profondeur.
La population du village n'excède pas les 5 000 habitants.
Dahr El Souane est connu pour son hôpital, le Centre hospitalier de Bhannes, un des plus anciens hôpitaux de la région. C'est un ancien sanatorium fondé en 1907. Il possède une ferme et des vergers. Il est géré par la congrégation catholique des Filles de la charité.
Dahr El Souane est divisé en zones, elles-mêmes divisées en rues : cela va de la zone blanche à la rouge, en passant par la jaune, la verte, la bleue. Par exemple, pour donner son adresse, on dit « j'habite dans la zone Jaune, rue G ».
Chaque année, en octobre, se déroule au salon de l'église Mar Sarkis et Bakhos une kermesse ouverte aux habitants.